# Gubbträsk
Gubbträsk (umesamiska Gállájávrrie, sydsamiska Gaallajaevrie) är en liten by i Storumans kommun, cirka 100 kilometer nordväst om Lycksele och 25 kilometer öster om Storuman vid sjön Stor-Gubbträsket. Byn bildades för cirka 200 år sedan. När det var som mest bodde det omkring 70 personer i hela byn.